# Нишович, Мирко
Ми́рко Ни́шович (серб. Мирко Нишовић; 2 июля 1961, Земун) — сербский гребец-каноист, выступал за сборную Югославии на всём протяжении 1980-х годов. Чемпион летних Олимпийских игр в Лос-Анджелесе, трёхкратный чемпион мира, чемпион Средиземноморских игр, победитель многих регат республиканского и международного значения.

## Биография
Мирко Нишович родился 2 июля 1961 года в городе Земун, который в настоящее время является районом Белграда. Активно заниматься греблей начал в раннем детстве, проходил подготовку в местном каноэ-клубе «Ива Лола Рибар».
Первого серьёзного успеха на взрослом международном уровне добился в 1979 году, когда попал в основной состав югославской национальной сборной и в двойках на пятистах метрах завоевал золотую медаль на домашних Средиземноморских играх в Сплите. Благодаря череде удачных выступлений удостоился права защищать честь страны на летних Олимпийских играх 1980 года в Москве — в паре с Матия Любеком участвовал здесь в зачёте двухместных каноэ на дистанции 1000 метров, сумел пробиться в финальную стадию турнира и в решающем заезде финишировал в шаге от призовых позиций, показав четвёртый результат.
В 1982 году выступил на домашнем чемпионате мира в Белграде и в двойках завоевал золотую медаль на пятистах метрах и серебряную на тысяче. Год спустя побывал на мировом первенстве в финском Тампере, откуда привёз награды золотого и бронзового достоинства: защитил чемпионское звание на полукилометровой дистанции и стал третьим на километровой.
Будучи одним из лидеров югославской национальной сборной, успешно прошёл квалификацию на Олимпийские игры 1984 года в Лос-Анджелесе — с тем же Любеком одолел всех соперников на пятистах метрах, став олимпийским чемпионом, а также получил серебряную медаль на тысяче метрах, пропустив вперёд только румынский экипаж Ивана Пацайкина и Томы Симьонова. При всём при том, страны социалистического лагеря по политическим причинам бойкотировали эти соревнования, и многих сильнейших спортсменов из ГДР, Восточной Европы и СССР здесь попросту не было.
После двух Олимпиад Нишович остался в основном составе национальной команды Югославии и продолжил принимать участие в крупнейших международных регатах. Так, в 1985 году он выступил на чемпионате мира в бельгийском Мехелене, где выиграл серебро в двойках на километре и золото в двойках на десяти километрах, став таким образом трёхкратным чемпионом мира. Стартовал и на Олимпийских играх 1988 года в Сеуле, однако на сей раз они с Любеком дошли только до полуфинальной стадии километровой программы.